# 虾衣花属
虾衣花属（学名：Drejerella）是爵床科下的一个属。该属共有约12种，分布于墨西哥。